# Vojaška akademija oklepnih sil Malinovski
Vojaška akademija im. R. Ja. Malinovski (izvirno rusko Военная академия бронетанковых войск им. Р. Я. Малиновского; krajše le Vojaška akademija Malinovski) je bila vojaška akademija (univerza za podiplomski študij) Sovjetske zveze in nato Ruske federacije. Delovala je med letoma 1932 in 1998.
Akademijo so poimenovali po maršalu SZ Rodjonu Jakovljeviču Malinovskem.

## Zgodovina
Ustanovili so jo leta 1932 kot Akademija mehanizacije in motorizacije Rdeče armade Stalin.
Na akademiji so se usposabljali pripadniki Rdeče armade (nato Oboroženih sil Sovjetske zveze) in oboroženih sil Varšavskega pakta v taktiki oklepnega in mehaniziranega bojevanja. Šolanje je bilo razdeljeno na dva programa: poveljniki in štabni častniki (3 leta) ter inženirji (4 leta).
Leta 1998 sta se Vojaški akademiji Malinovski in Frunze združili v Akademijo kombiniranih sil Oboroženih sil Ruske federacije.